# Jens Veggerby
Jens Veggerby (Copenhaguen, 20 d'octubre de 1962) és un ciclista danès professional des del 1984 fins al 1999. També combinà el ciclisme en pista on ha aconseguit un Campionat del món de Mig fons i tretze curses de sis dies.

## Palmarès en pista
- 1989
  - 1r als Sis dies de Copenhaguen (amb Danny Clark)
- 1990
  - Campió d'Europa de Madison (amb Pierangelo Bincoletto)
- 1991
  - 1r als Sis dies de Copenhaguen (amb Danny Clark)
- 1992
  - 1r als Sis dies d'Anvers (amb Stan Tourné)
  - 1r als Sis dies de Gant (amb Etienne De Wilde)
- 1993
  -  Campió del món de mig fons darrere motocicleta
  - 1r als Sis dies de Copenhaguen (amb Rolf Sørensen)
- 1994
  - 1r als Sis dies d'Anvers (amb Etienne De Wilde)
  - 1r als Sis dies de Stuttgart (amb Etienne De Wilde)
- 1995
  - 1r als Sis dies de Herning (amb Jimmi Madsen)
- 1996
  - Campió d'Europa de Madison (amb Jimmi Madsen)
  -  Campió de Dinamarca de Madison (amb Jimmi Madsen)
  - 1r als Sis dies de Stuttgart (amb Jimmi Madsen)
- 1997
  - Campió d'Europa de Madison (amb Jimmi Madsen)
  - 1r als Sis dies de Copenhaguen (amb Jimmi Madsen)
  - 1r als Sis dies de Herning (amb Jimmi Madsen)
  - 1r als Sis dies de Berlín (amb Olaf Ludwig)
- 1998
  - 1r als Sis dies de Bremen (amb Jimmi Madsen)

## Palmarès en ruta
- 1982
  - Vencedor d'una etapa de la Volta a Suècia
- 1988
  - Vencedor de 2 etapes del United Texas Tour
- 1989
  - Vencedor d'una etapa del Tour de Romandia

### Resultats al Tour de França
- 1988. 113è de la classificació general
- 1989. eliminat (10a etapa)

### Resultats al Giro d'Itàlia
- 1984. 40è de la classificació general
- 1985. 40è de la classificació general
- 1986. 27è de la classificació general
- 1988. Abandona (12a etapa)